# Karl Janowsky

Karl Janowsky

Friedrich Karl Janowsky (* 27. April 1903 in Halle (Saale); † 27. Mai 1974 in Hannover) war ein deutscher Politiker (NSDAP).

## Leben und Wirken
Nach dem Besuch der Bürgerschule, der Realschule und der Handelsschule in Leipzig absolvierte Janowsky eine kaufmännische und praktische Ausbildung im Pelzhandel und in der Pelzveredelung. Anschließend war er bis 1930 in dieser Branche in leitenden Stellungen tätig.
In den frühen 1920er Jahren begann Janowsky sich in Kreisen der extremen politischen Rechten zu engagieren. Er wurde zunächst Mitglied des Freikorps Oberland und trat zum 1. November 1927 der NSDAP bei (Mitgliedsnummer 71.495), in der er zunächst Aufgaben als Bezirksleiter und Propagandaleiter, als stellvertretender Kreisleiter und als SA-Mann übernahm. Seit dem Januar 1931 amtierte Janowsky als Reichsrevisor und ab 1933 als Reichsoberrevisor der NSDAP. Im Dezember 1933 wurde er zum Amtsleiter und im Dezember 1935 zum Hauptamtsleiter der Reichsleitung der Partei ernannt. Im September 1933 folgte die Bestellung Janowskys zum Reichskassenverwalter des Winterhilfswerks und der NSV. Er war Stellvertreter von Erich Hilgenfeldt. Nach Ausbruch des Zweiten Weltkrieges leitete er den NSV-Einsatz in Polen und bekleidete 1940 den Rang eines Oberdienstleiters. 
Von November 1933 bis zu seinem Ausscheiden am 12. Januar 1943 saß Janowsky als Abgeordneter für den Wahlkreis 10 (Magdeburg) im nationalsozialistischen Reichstag. Sein Mandat wurde anschließend bis zum Ende der NS-Herrschaft von Hermann Ried weitergeführt.
Janowsky war verheiratet mit Gertrud Springer, mit der er in Falkensee wohnte. Er ist Vater von zwei Töchtern und einem Sohn.